# Вербилово (Липецька область)
Вербилово (рос. Вербилово) — село у Липецькому районі Липецької області Російської Федерації.
Населення становить 720  осіб. Належить до муніципального утворення Вербиловська сільрада.

## Історія
З 13 червня 1934 до 1954 року у складі Воронезької області. Відтак входить до складу Липецької області.
Згідно із законом від 2 липня 2004 року №114-оз органом місцевого самоврядування є Вербиловська сільрада.

## Населення
| 2009 | 2010 | 2012 | 2013 | 2014 | 2015 | 2016 |
| ---- | ---- | ---- | ---- | ---- | ---- | ---- |
| 912  | ↘824 | ↘818 | ↘812 | ↘786 | ↘775 | ↘761 |
| 2017 | 2018 |      |      |      |      |      |
| ↘748 | ↘720 |      |      |      |      |      |